# Petra (Baleares)
Petra es una localidad y municipio español de la comunidad autónoma de Islas Baleares. Situado en la isla de Mallorca, en la comarca del Llano.

## Situación
Linda con Villafranca de Bonany, San Juan, Sinéu, Ariañy, Santa Margarita, Artá, San Lorenzo del Cardezar y Manacor.

## Demografía
Petra cuenta con una población de 3184 habitantes (INE 2024).
| Gráfica de evolución demográfica de Petra entre 1842 y 2021 |
| |
| Población de derecho según los censos de población del INE. Población de hecho según los censos de población del INE.Entre el censo de 1991 y el anterior, disminuye el término del municipio porque independiza a Ariani. |

## Economía
Petra es el municipio de la viña por excelencia. También celebra una de las ferias más importantes de toda Mallorca, la Mostra d'Art i Empresa, (el 4.º domingo de octubre).

## Administración
| Composición del ayuntamiento de Petra tras las elecciones de 2019 |            |
| Partido político                                                  | Concejales |
| MÉS per Mallorca (MÉS)                                            | 3          |
| Partido Popular (PP)                                              | 3          |
| Proposta per les Illes (PI)                                       | 5          |

| Periodo   | Nombre                                                    | Partido |
| --------- | --------------------------------------------------------- | ------- |
| 1979-1983 | Antoni Oliver                                             | AAP     |
| 1983-1987 | Antoni Oliver (1983-1985) Martí Santandreu (1985-1987)    | AAP     |
| 1987-1991 | Martí Santandreu                                          | AAP     |
| 1991-1995 | Martí Santandreu                                          | AAP     |
| 1995-1999 | Joan Font                                                 | PSM     |
| 1999-2003 | Joan Font                                                 | PSM     |
| 2003-2007 | Joan Font                                                 | PSM     |
| 2007-2011 | Joan Font (2007-2010) Caterina Mas (2010-2011)            | PSM     |
| 2011-2015 | Caterina Mas                                              | PSM     |
| 2015-2019 | Salvador Femenías (2015-2016) Martí Sansaloni (2016-2019) | PI PP   |
| 2019-2023 | Salvador Femenias (2019-)                                 | PI      |

## Hermanamiento
- Baler, Filipinas
- Querétaro, Jalpan de Serra. México